# Helmut Assing
Helmut Assing (* 26. November 1932 in Hannover) ist ein deutscher Mittelalterhistoriker und Logiker.

## Leben
Helmut Assing legte 1951 sein Abitur ab und war anschließend bis 1953 Grundschullehrer in Erfurt. 1953 begann er mit dem Studium der Geschichte und Mathematik an der Pädagogischen Hochschule Potsdam (PHP). Seit 1958 war er Mitglied der SED. Im selben Jahr beendete er zunächst sein Studium und wurde Lehrer in Arnstadt. Ein Jahr später wurde Assing wissenschaftlicher Assistent für Mittelalterliche Geschichte an der PHP. Im Dezember 1965 erfolgte die Promotion mit einer Dissertation zum Thema Die Eigentums- und Herrschaftsverhältnisse in den Dörfern des Teltow in der Zeit um 1375.
1973 wechselte er als Mitarbeiter an die Sektion Marxismus-Leninismus der PHP, 1977/78 war er hauptamtlicher Vorsitzender der Hochschulgewerkschaftsleitung. Im September 1978 wurde Assing für fünf Monate an die Parteihochschule „Karl Marx“ delegiert, kehrte aber danach wieder an die PHP zurück. Im Dezember 1979 habilitierte er sich mit der Arbeit Das konditionallogische System K, ein Beitrag zur logischen Analyse der Umgangssprache an der Humboldt-Universität zu Berlin, Gutachter waren Horst Wessel, Karl Söder und Georg Michel.
1980 wurde er Dozent für Mittelalterliche Geschichte in Potsdam, 1990 erfolgte die Berufung zum Professor für Mittelalterliche Geschichte an der ein Jahr darauf zur Universität gewandelten Hochschule. Hier machte er mit neuen Forschungen zur Gründung des Bistums Brandenburg und zu den Askaniern in der Mark Brandenburg von sich reden. 1998 wurde er pensioniert.

## Publikationen (Auszug)
- Die Eigentums- und Herrschaftsverhältnisse in den Dörfern des Teltow in der Zeit um 1375 (Dissertation), Pädagogische Hochschule, Potsdam 1965
- Einführung in die formale Logik. (Unter besonderer Berücksichtigung der Belange der Geschichtswissenschaft), Pädagogische Hochschule, Potsdam 1969 (Lehrbriefe für das Fernstudium der Lehrer. Geschichte)
- Studienanleitung zur Geschichte des Mittelalters. Für das Fernstudium, Pädagogische Hochschule, Potsdam 1969 (Lehrbriefe für das Fernstudium der Lehrer. Geschichte)
- Das konditionallogische System K, ein Beitrag zur logischen Analyse der Umgangssprache. (Dissertation B), Humboldt-Universität zu Berlin, Berlin 1979
- Mitautor: Brandenburg. Stadtführer. 3. Auflage. Museum Brandenburg im Auftrag des Rates der Stadt Brandenburg, Brandenburg (Havel), 1986
- Mitautor: Historischer Führer. Teil: Stätten und Denkmale der Geschichte in den Bezirken Potsdam, Frankfurt (Oder). Urania Verlag, Leipzig / Jena / Berlin 1987, ISBN 3-332-00089-6.
- Brandenburg, Anhalt und Thüringen im Mittelalter. Askanier und Ludowinger beim Aufbau fürstlicher Territorialherrschaften. Zum 65. Geburtstag des Autors herausgegeben von Tilo Köhn. Böhlau, Köln u. a. 1997, ISBN 3-412-02497-X.
- Wurde das Bistum Brandenburg wirklich 948 gegründet? In: Jahrbuch für brandenburgische Landesgeschichte. Band 49. Berlin 1998, S. 7–18.
- Das Bistum Brandenburg wurde wahrscheinlich doch erst 965 gegründet. In: Jahrbuch für brandenburgische Landesgeschichte. Band 51. Berlin 2000, S. 7–29.
- Die frühen Askanier und ihre Frauen. Kulturstiftung Bernburg, 2002, ISBN 3-9805532-9-9.
- Der Aufstieg der askanischen Markgrafen von Brandenburg in das Kurfürstenkolleg. In: Armin Wolf (Hrsg.): Königliche Tochterstämme, Königswähler und Kurfürsten (= Studien zur europäischen Rechtsgeschichte. Band 152). Vittorio Klostermann, Frankfurt am Main 2002, ISBN 3-465-03200-4, S. 317–358.
- Der Weg der sächsischen und brandenburgischen Askanier zur Kurwürde. In: Eckardt Opitz (Hrsg.): Askanier-Studien der Lauenburgischen Akademie (= Kolloquium. Band 10). Dr. Dieter Winkler, Bochum 2010, ISBN 978-3-89911-147-7, S. 71–118.
- Die Potsdamer Burgen. Irrtümer, Erkenntnisse, umstrittene Fragen und neue Lösungsansätze. In: Jahrbuch für brandenburgische Landesgeschichte. Band 61. Berlin 2010, S. 13–39.
- Die Logik der Schulmathematik. Wissenschaftliche Buchgesellschaft (wbg Academic), Darmstadt 2023, ISBN 978-3-534-40776-7, (PDF).